# Steady Diet of Nothing
Steady Diet of Nothing es el segundo álbum de estudio de la banda estadounidense Fugazi, publicado en julio de 1991 a través de Dischord Records.

## Lista de canciones
| N.º | Título                | Duración |  |
| 1.  | «Exit Only»           | 3:11     |  |
| 2.  | «Reclamation»         | 3:21     |  |
| 3.  | «Nice New Outfit»     | 3:26     |  |
| 4.  | «Stacks»              | 3:08     |  |
| 5.  | «Latin Roots»         | 3:13     |  |
| 6.  | «Steady Diet»         | 3:42     |  |
| 7.  | «Long Division»       | 2:12     |  |
| 8.  | «Runaway Return»      | 3:58     |  |
| 9.  | «Polish»              | 3:38     |  |
| 10. | «Dear Justice Letter» | 3:27     |  |
| 11. | «KYEO»                | 2:58     |  |

- Datos: Q2278078